# 1971 în film
- 1970 în cinematografie — 1971 în cinematografie — 1972 în cinematografie

## Premiere românești
- B.D. la munte și la mare
- Brigada Diverse în alertă!
- Cîntecele mării

- Haiducii lui Șaptecai
- Mihai Viteazul
- Serata
- Săptămîna nebunilor
- Zestrea domniței Ralu

## Premiere
- Colind de Crăciun
- Cunoaștere carnală
- Johnny Got His Gun
- Evadare de pe planeta maimuțelor
- Gentlemenii baftei

## Filmele cu cele mai mari încasări
| #   | Titlu                                                    | Studio                  | Încasări    |
| --- | -------------------------------------------------------- | ----------------------- | ----------- |
| 1.  | Scripcarul pe acoperiș (Fiddler on the Roof)             | United Artists          | $75,600,000 |
| 2.  | Filiera (The French Connection)                          | 20th Century Fox        | $51,700,000 |
| 3.  | Diamonds Are Forever                                     | United Artists          | $43,819,547 |
| 4.  | Dirty Harry                                              | Warner Bros.            | $35,976,000 |
| 5.  | Billy Jack                                               | Warner Bros.            | $32,500,000 |
| 6.  | Summer of '42                                            | Warner Bros.            | $32,063,634 |
| 7.  | Ultimul spectacol cinematografic (The Last Picture Show) | Columbia Pictures       | $29,133,000 |
| 8.  | Cunoaștere carnală (Carnal Knowledge)                    | Embassy Pictures        | $28,623,000 |
| 9.  | Portocala mecanică (A Clockwork Orange)                  | Warner Bros.            | $26,589,355 |
| 10. | Bedknobs and Broomsticks                                 | Walt Disney Productions | $17,871,174 |

## Premii

### Oscar
- Cel mai bun film:
- Cel mai bun regizor:
- Cel mai bun actor:
- Cea mai bună actriță:
- Cel mai bun film străin:

Articol detaliat: Oscar 1971

### BAFTA
- Cel mai bun film:
- Cel mai bun actor:
- Cea mai bună actriță:
- Cel mai bun film străin: